# Bülent Yıldırım
Bülent Yıldırım (* 1. März 1972 in Kayseri) ist ein türkischer Fußballschiedsrichter.

## Werdegang
Yıldırım absolvierte seine Schiedsrichterprüfung im Mai 1994 in seiner Geburtsstadt Kayseri. Sein Debüt als Schiedsrichter in der Süper Lig gab Yıldırım am 30. August 2003; er leitete die Begegnung zwischen Elazığspor und Adanaspor (3:4).
Von 2010 bis 2014 war er FIFA-Schiedsrichter. Im November 2014 gab der türkische Schiedsrichterausschuss bekannt, dass die FIFA Yıldırım und Fırat Aydınus aus ihrer Schiedsrichterliste gestrichen hat, da beide den Intervall-Fitnesstest Yo-Yo nicht bestanden haben.

## Privates
Yıldırım ist seit 2004 mit seiner Frau Bilnur verheiratet.